# 安瓦爾·奧拉基

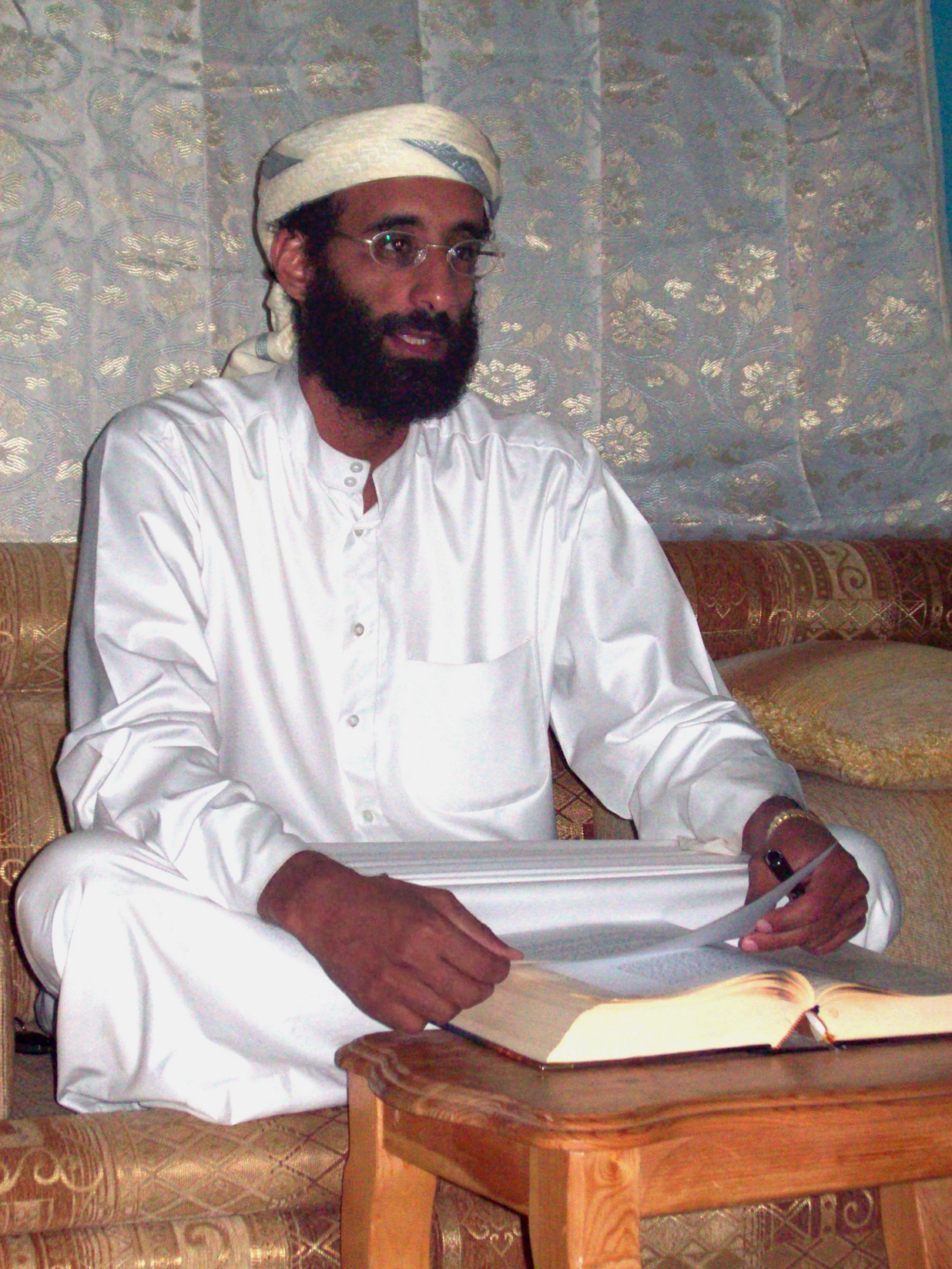
安瓦爾·奧拉基

安瓦爾·奧拉基（阿拉伯文：أنور العولقي，1971年4月22日—2011年9月30日）是一名在美國出生的也門裔伊斯兰教士，同時也是基地組織也門分支的首領。奧拉基在美國新墨西哥州出生，父母是也門人，他能夠講流利的阿拉伯語及英語，曾在聖地牙哥等地清真寺擔任伊瑪目。後奧拉基因涉及恐怖襲擊，被美國和也門政府通緝；他被指控涉及2009年12月企圖炸毀一架飛往底特律的航機，以及2009年11月美軍少校尼達爾·馬利克·哈桑在德克薩斯州胡德堡陸軍基地射殺13人的槍擊案。
2011年9月30日，美國一架無人飛機在也門發射導彈，擊斃奧拉基。